# نجیب کاشانی
نجیب کاشانی ( زاده در سال ۱۰۶۳ق در کاشان - درگذشته در سال ۱۱۲۳ ق. در اصفهان) از شاعران پارسی سده یازدهم هجری در روزگار صفوی (۹۰۷–۱۱۴۸ ق) است که در عصر شاه سلیمان و شاه سلطان‌حسین می‌زیست و در سبک هندی شعر می‌سرود. نجیب در هند به حکومت کشمیر رسید.
دیوان نجیب کاشانی بیشتر در قالب غزل، نیز قصیده، قطعه و چند رباعی، مثنوی، و تک‌بیت‌ها سروده شده‌است. اشعار نجیب کاشانی به سبک هندی و از نوع اعتدال آن است که شاعر 'از سویی دلبسته سبک عراقی است و از سوی دیگر به سبک هندی وابستگی دارد'.
او در انواع شعر ید طولایی داشت و در صنعت ماده تاریخ تخصّص یافته‌بود و بسیاری از رویدادهای مهم کشور و رویدادهای خانوادگی را به‌طور منظوم با حساب جمل مشخص نمود.

## پیشینه
نورالدین محمد شریف کاشانی متخلّص به «نجیب» یا «جیبا» یا ملا نورا، فرزند خواجه محمدحسین کاشانی بود. پدرش در اصفهان شغل بزازی داشت. او دو سال پیش از نگارش «تذکرهٔ نصرآبادی» (تألیف شده در ۱۰۸۳ق) به اصفهان رفت و در محلهٔ خان کاشیان به شغل بزازی مشغول شد، ولی طبع شاعری وی باعث شد که آن پیشه را کنار بگذارد. به آوردهٔ صاحب تذکرهٔ روز روشن وی در زمان شاه سلطان حسین صفوی به دربار راه یافت و مورد احترام قرار گرفت و از طرف او ملقب به ملک‌الشعراء گردید، ولی بعداً به هند مهاجرت کرده در آن‌جا به منصب ملک‌الشعرایی جلال‌الدین اکبر رسید و از احترام بهره‌مند شده و حکومت کشمیر نیز به او واگذار شد.
با این وجود در سال ۱۰۹۰ یا پس از آن‌که جلال الدین اکبر سر از اطاعت پدر پیچید به ایران بازگشت. نجیب کاشانی پس از بازگشت به ایران کتابی به نام «کشیک‌خانه» تألیف کرد و سرانجام در سال ۱۱۲۳ ق. در اصفهان درگذشت.
تا مدتی در بعضی از تذکره‌ها و زندگی‌نامه‌های شاعران تنها به ذکر نام یا مختصری از شرح احوال و نمونهٔ اشعار او اکتفا شده بود تا این‌که مرکز پژوهشی میراث مکتوب، مجموعهٔ اشعار او را تحت عنوان «کلیّات نجیب کاشانی» «نورالدین محمد شریف کاشانی» (۱۰۶۳–۱۱۲۳ ق) با مقدمه، تصحیح و تعلیقات اصغر دادبه و مهدی صدری چاپ و منتشر کرد.
برای اول بار دیوان نجیب کاشانی را احمد کرمی در سال ۱۳۷۲ در تهران منتشر نمود و پس از وی حبیب‌الله خباز کاشانی بر اساس چند نسخهٔ خطی از شاعران آیینی کاشان منتشر کرد.

## نمونه شعر
تو هم ای شاخ گل دستی به خون ما نگارین کن
به خون عندلیبان غنچه رنگین کرد پیکان را.
در بحر غمت همچو حباب از دل بی‌تاب
آهی نکشیدیم که از خویش نرفتیم.